# Список ботаников-систематиков/Q

Список начинающихся на букву Q обозначений имён ботаников, которые используются при цитировании научных (латинских) биноминальных названий растений.
Международный кодекс ботанической номенклатуры (МКБН) рекомендует в публикациях на ботанические темы, особенно если они касаются таксономии и номенклатуры, указывать авторов названий таксонов. Указание авторов названий таксонов следует выполнять в соответствии с правилами и советами, приведёнными в МКБН. В частности, в МКБН дана рекомендация использовать при цитировании авторов таксонов опубликованную в 1992 году книгу Браммита и Пауэлл Authors of plant names с уточнениями и дополнениями, соответствующими сведениям из баз данных International Plant Names Index и Index Fungorum.
Список обозначений содержит:
- стандартную форму обозначения,
- имя на русском языке (если известно),
- имя на родном языке персоны (или на английском),
- год рождения или годы жизни; в некоторых случаях дан год первой публикации (пометка fl.), в которой использовано данное обозначение.

## Список
- Q.L.Wang — Qing Li Wang, 1954—
- Q.Lin — Qi Lin, 1957—
- Qaiser — Mohammad Qaiser, 1946—
- Quadr. — Livio Quadraccia, 1958—
- Quehl — Квель, Леопольд (нем. Leopold Quehl, 1849—1922)
- Quél. — Келе, Люсьен (фр. Lucien Quélet, 1832—1899)
- Quentin — es:P. Quentin, fl. 1993
- Quentin — Pierre Quentin, 1954—
- Quinn — Christopher John Quinn, 1936—
- Quisumb. — en:Eduardo Quisumbing, 1895—1986